# Gianfranco Urbani
Gianfranco Urbani, detto Er Pantera (Roma, 20 aprile 1938 – Latina, 18 maggio 2014), è stato un mafioso italiano, esponente dell'organizzazione mafiosa romana Banda della Magliana.

## Biografia
Nel 1975 si unisce al gruppo del boss Nicolino Selis con cui inizia la sua carriera di malavitoso e rapinatore di uffici postali, tabaccherie e treni. «Una organizzazione che si dedica per otto mesi, da gennaio all'agosto 1976, al compimento di rapine a mano armata e reati connessi...composta da Lucioli, Selis, Girlando, Urbani, Capogna Renato, Apolloni Franco, Simeoni Raffaele. Tale era l'associazione di base a cui di volta in volta si sono aggiunti altri complici.»

### La Banda della Magliana
Nel 1978, ancora carcerato e introdotto dallo stesso Selis, accettò la proposta di entrare a far parte della nascente Banda della Magliana, ricevendo fin dall'inizio una stecca di trecentomila lire alla settimana. Una volta scarcerato, grazie anche ai suoi contatti con grossi spacciatori thailandesi, si occupò principalmente del traffico di eroina nelle zone del Prenestino e di Villa Gordiani, a est della capitale.
All'interno della banda fu anche il punto di contatto e tramite con esponenti di primo piano della 'Ndrangheta come Paolo De Stefano, Giuseppe Piromalli e Pasquale Condello e i suoi ottimi rapporti personali con la mafia catanese del boss Nitto Santapaola ne favorirono la collaborazione con il resto del gruppo romano. Tali rapporti e traffici portarono, negli anni Ottanta, il giudice Giovanni Falcone a spiccare nei suoi confronti un mandato di cattura.
Nel 1998, dopo sette anni di latitanza, venne arrestato a Fiumicino insieme al nipote M.U. con l'accusa di traffico internazionale di stupefacenti sulla tratta balcanica.
Dopo l'ultimo periodo di detenzione, non più giovanissimo, Urbani si è ritirato a Borgo Sabotino, nella campagna pontina, dopo essersi allontanato, almeno apparentemente, dal giro della grossa malavita. Ma, nel maggio del 2013, viene nuovamente arrestato assieme ad altre sei persone dalla Squadra di Polizia Giudiziaria del Commissariato di Tivoli in collaborazione con la Squadra Mobile di Roma dopo un'indagine durata 5 mesi, come complice nel furto di 6,8 milioni di euro a un istituto di vigilanza di Guidonia nella notte tra il 22 ed il 23 dicembre del 2012. Scegliendo il rito abbreviato, il 30 gennaio 2014 il Tribunale di Tivoli lo condanna a cinque anni e quattro mesi di reclusione.

### Morte
Il 17 maggio del 2014, Urbani è deceduto all'età di 76 anni nella clinica San Marco di Latina, dove era stato ricoverato allo stadio terminale di un tumore ai polmoni.

## Urbani nella cultura di massa
La figura di Urbani ha ispirato il personaggio del Puma nel libro Romanzo criminale, scritto nel 2002 da Giancarlo De Cataldo e riferito alle vicende realmente avvenute della Banda della Magliana. Nell'omonima serie televisiva, diretta da Stefano Sollima, il personaggio del Puma fu interpretato dall'attore Ivano De Matteo.